# 弗兰克·马丁
弗兰克·马丁（瑞典語：Frank Martin，1885年12月30日—1962年8月28日），瑞典前男子马术运动员。他曾代表瑞典参加1920年夏季奥林匹克运动会马术比赛，获得团体场地障碍赛金牌。